# Copa América 2024 (calcio a 5)
La Copa América de Futsal 2024 è stata la 14ª edizione del torneo, la cui fase finale si è disputata dal 2 al 10 febbraio 2024 a Luque, in Paraguay. La manifestazione torna a valere come qualificazione al campionato mondiale.

## Sorteggio
Il sorteggio si è tenuto il 12 gennaio 2024 a Luque, in Paraguay. Il Paraguay padrone di casa è stato assegnato in posizione 1 nel gruppo A, mentre l'Argentina campione in carica è stata assegnata in posizione 1 nel gruppo B. Le rimanenti 8 squadre sono state divise in quattro fasce in base al risultato conseguito nell'edizione precedente.
| Teste di serie               | 1ª urna          | 2ª urna           | 3ª urna         | 4ª urna   |
| ---------------------------- | ---------------- | ----------------- | --------------- | --------- |
| Paraguay (A1) Argentina (B1) | Brasile Colombia | Uruguay Venezuela | Ecuador Bolivia | Perù Cile |

## Fase a gironi
Le prime due classificate di ogni girone si qualificano alle semifinali e alla FIFA Futsal World Cup 2024.

Tutti gli orari indicati sono locali (UTC-3).

### Gruppo A
| Squadra   | Pti | G | V | N | P | GF | GS | DR  |
| --------- | --- | - | - | - | - | -- | -- | --- |
| Paraguay  | 8   | 4 | 2 | 2 | 0 | 8  | 3  | +5  |
| Venezuela | 7   | 4 | 2 | 1 | 1 | 11 | 3  | +8  |
| Cile      | 7   | 4 | 2 | 1 | 1 | 10 | 9  | +1  |
| Colombia  | 6   | 4 | 2 | 0 | 2 | 9  | 9  | 0   |
| Ecuador   | 0   | 4 | 0 | 0 | 4 | 5  | 19 | -14 |

| Arbitro: | Ricardo Messa |

|              |           |                            |
| Figueroa 11’ | Marcatori | 10’ Morillo 33’ M. Francia |

| Arbitro: | Rolly Rojas |

|                             |           |             |
| Espinoza 15’ J.A. Salas 19’ | Marcatori | 35’ Montaño |

| Arbitro: | Lautaro Romero |

|             |           |                                               |
| Mercado 1T’ | Marcatori | 1T’, 2T’, 2T’ Echavarría 1T’ Riaño 2T’ Posada |

| Arbitro: | Henry Gutierrez |

|                             |           |                  |
| Fuentealba 10’ Figueroa 36’ | Marcatori | 7’, 37’ Espinoza |

| Arbitro: | Daniel Rodríguez |

|                                      |           |                                                       |
| Salazar 2T’ Segura 2T’ Espinales 2T’ | Marcatori | 2T’ Fuentealba 2T’ Martínez-Conde 2T’ Lagos 2T’ Araya |

| Arbitro: | Andrés Pena García |

|                    |           |            |
| Caro 5’ Cuervo 35’ | Marcatori | 19’ Torres |

| Arbitro: | Rolly Rojas |

|                              |           |                                             |
| Echavarría 19’ H. Santos 37’ | Marcatori | 30’ Figueroa 35’ Lagos 40’ (t.l.) de la Paz |

| Luque 6 febbraio 2024, ore 19:15 | Venezuela        | 0 – 0 (0-0) referto | Paraguay | COP Arena – Estadio Óscar Harrison\| Arbitro: \| Daniel Rodríguez \| |
| Arbitro:                         | Daniel Rodríguez |                     |          |                                                                      |

| Arbitro: | Rolly Rojas |

|                                                                               |           |  |
| Cabarcas 1T’ M. Francia 1T’ Briceño 1T’, 1T’ Vento 1T’ Trujillo 2T’, 2T’, 2T’ | Marcatori |  |

| Arbitro: | Andrés Pena García |

|                                                    |           |  |
| Pascottini 3’ Méndez 18’ F. Martínez 28’ Ozuna 38’ | Marcatori |  |

### Gruppo B
| Squadra   | Pti | G | V | N | P | GF | GS | DR  |
| --------- | --- | - | - | - | - | -- | -- | --- |
| Brasile   | 12  | 4 | 4 | 0 | 0 | 21 | 3  | +18 |
| Argentina | 9   | 4 | 3 | 0 | 1 | 11 | 5  | +6  |
| Uruguay   | 6   | 4 | 2 | 0 | 2 | 7  | 7  | 0   |
| Perù      | 3   | 4 | 1 | 0 | 3 | 5  | 17 | -12 |
| Bolivia   | 0   | 4 | 0 | 0 | 4 | 3  | 15 | -12 |

| Arbitro: | Bill Villalba |

|                   |           |                                                                |
| Tavera 36’ (rig.) | Marcatori | 3’ N. Martínez 23’ Díaz 32’ M. Fernández 34’ Lamas 40’ Salgués |

| Arbitro: | Rodrigo Concha |

|                                       |           |  |
| Basile 18’ Rosa 18’, 40’ Vaporaki 19’ | Marcatori |  |

| Arbitro: | Yuri García |

|                  |           |                                                                                      |
| Choqueticlla 40’ | Marcatori | 7’, 8’, 10’ Arthur Guilherme 34’ Gadeia 35’ Felipe Valério 35’ V. Rocha 38’ D. Nunes |

| Arbitro: | Christian Espíndola |

|              |           |                                                   |
| Alvarado 25’ | Marcatori | 27’ Borruto 30’ Rosa 33’ (aut.) Saravia 39’ Corso |

| Arbitro: | Junior Patiño |

|                     |           |                                             |
| Tecos 6’ Guzmán 20’ | Marcatori | 12’ Alvarado 29’ Zegarra 40’ (aut.) Padilla |

| Arbitro: | Christian Espíndola |

|                                                       |           |           |
| Zuffo 19’ Pito 22’ Arthur Guilherme 27’ R. Santos 34’ | Marcatori | 21’ Lamas |

| Arbitro: | Junior Patiño |

|                                                                             |           |  |
| R. Santos 4’, 25’ Pito 12’ Felipe Valério 13’ V. Rocha 18’ Leandro Lino 20’ | Marcatori |  |

| Arbitro: | Yuri García |

|  |           |                         |
|  | Marcatori | 31’ Tripodi 40’ Taborda |

| Arbitro: | Valeria Palma |

|          |           |  |
| Díaz 36’ | Marcatori |  |

| Arbitro: | Christian Espíndola |

|             |           |                                                           |
| Borruto 14’ | Marcatori | 11’ Marlon 25’ Felipe Valério 25’ (aut.) Flores 36’ Zuffo |

## Fase a eliminazione diretta

### Tabellone
|  | Semifinali | Semifinali | Semifinali |         |           | Finale          | Finale          | Finale          |  |
|  |            |            |            |         |           |                 |                 |                 |  |
|  | Paraguay   | Paraguay   | 0          |         |           |                 |                 |                 |  |
|  | Paraguay   | Paraguay   | 0          |         |           |                 |                 |                 |  |
|  | Argentina  | Argentina  | 1          |         |           |                 |                 |                 |  |
|  | Argentina  | Argentina  | 1          |         | Argentina | Argentina       | 0               |                 |  |
|  |            |            |            |         | Argentina | Argentina       | 0               |                 |  |
|  |            |            | Brasile    | Brasile | 2         |                 |                 |                 |  |
|  | Brasile    | Brasile    | Brasile    | Brasile | 2         | 3               |                 |                 |  |
|  | Brasile    | Brasile    |            |         |           | 3               |                 |                 |  |
|  | Venezuela  | Venezuela  | 0          |         |           | Finale 3º posto | Finale 3º posto | Finale 3º posto |  |
|  | Venezuela  | Venezuela  | 0          |         |           |                 |                 |                 |  |
|  |            |            |            |         |           |                 |                 |                 |  |
|  |            |            |            |         |           | Paraguay        | Paraguay        | 1               |  |
|  |            |            |            |         |           | Paraguay        | Paraguay        | 1               |  |
|  |            |            |            |         |           | Venezuela       | Venezuela       | 4               |  |

|  | Finale 5º posto |   |
|  |                 |   |
|  | Cile            | 0 |
|  | Cile            | 0 |
|  | Uruguay         | 2 |
|  | Uruguay         | 2 |

|  | Finale 7º posto |   |
|  |                 |   |
|  | Colombia        | 1 |
|  | Colombia        | 1 |
|  | Perù            | 4 |
|  | Perù            | 4 |

|  | Finale 9º posto |       |
|  |                 |       |
|  | Ecuador         | 0 (6) |
|  | Ecuador         | 0 (6) |
|  | Bolivia (dtr)   | 0 (7) |
|  | Bolivia (dtr)   | 0 (7) |